# Responsabile
Per responsabile si intende, la persona fisica, giuridica, la pubblica amministrazione e qualsiasi altro ente, associazione od organismo, preposti dal titolare, per gestire un'attività pianificata o di routine nell'organizzazione: industriale, dei servizi, di ricerca, sociale, culturale o politico. 
Se designato, il soggetto deve essere individuato tra coloro che, per esperienza, capacità ed affidabilità, forniscano idonea garanzia circa il rispetto delle disposizioni vigenti in materia.
Tale soggetto assume i rischi chiaramente definiti e connessi alla gestione dei compiti.
Dal punto di vista della legge, l'atto di designazione dovrebbe essere redatto per iscritto e contenere le istruzioni del titolare in merito ai compiti specificati.
Il ruolo di responsabile è collegato con diverse forme, sia formali che informali, della responsabilità. Per esempio, vedi: 
- responsabilità civile
- responsabilità morale
- responsabilità professionale
- responsabilità politica
- società a responsabilità limitata